# Functionalisme (filosofie van de geest)
Het functionalisme is een stellingname in de filosofie van de geest over de aard van mentale toestanden, die in essentie stelt dat je mentale toestanden kan opvatten als functionele toestanden. Een mentale toestand, zoals het geloven, verlangen of pijn hebben, ziet men hierbij slechts opgebouwd uit een verzameling functionele relaties tot andere mentale toestanden, zintuiglijke input en gedragsoutput.
Aangezien mentale toestanden geïdentificeerd kunnen worden door hun functionele rol, worden ze gezien als meervoudig realiseerbaar. Met andere woorden, zij kunnen zich manifesteren in verschillende systemen, misschien zelfs in computers, zo lang als het systeem de juiste functies tot uitvoer brengt. Hoewel het functionalisme in de filosofie van de geest verschillende voordelen heeft, zijn er vele argumenten tegenin gebracht, waarbij verklaard wordt dat het onvoldoende rekening houdt met de geest zelf.

## Algemeen
In de hedendaagse filosofie van de geest wil het functionalisme als theorie een alternatief bieden voor het behaviorisme en de identiteitstheorie van de geest. Het functionalisme is sinds de jaren 1960 ontwikkeld door Hilary Putnam en Jerry Fodor als een reactie op de gebreken van de identiteitstheorie. Putnam en Fodor vatten mentale toestanden op in termen van een computationele theorie van de geest. In diezelfde periode of net iets later, formuleerden D.M. Armstrong en David Kellogg Lewis een versie van het functionalisme die de mentale concepten van de Folk psychology omzet in functionele rollen.
. Ten slotte leidde ook Wittgensteins idee van Meaning as use tot een versie van het functionalisme als een betekenistheorie, die verder uitgewerkt werd door Wilfrid Sellars en Gilbert Harman.
Wat al deze verschillende varianten van het functionalisme gemeenschappelijk hebben, is de stelling dat mentale toestanden in essentie gekarakteriseerd worden door hun causale relaties met andere mentale toestanden en met zintuiglijke input en output van gedrag. Het functionalisme abstraheert met andere woorden weg van de details van de fysische implementatie van mentale toestanden, door ze te karakteriseren in termen van niet-mentale functionele eigenschappen. Zo wordt bijvoorbeeld een nier wetenschappelijk gekarakteriseerd aan de hand van haar functionele rol bij het filteren van bloed en het vrijwaren van een zeker chemisch evenwicht in het lichaam. Vanuit dit standpunt maakt het niet echt uit of de nier opgebouwd is uit organisch weefsel, plastic nanobuisjes of silicium chips: Belangrijk is enkel de rol die ze speelt en de relaties die er bestaan tussen haar en de andere organen. Enkel deze bepalen het object als een nier.

## Vormen van functionalisme

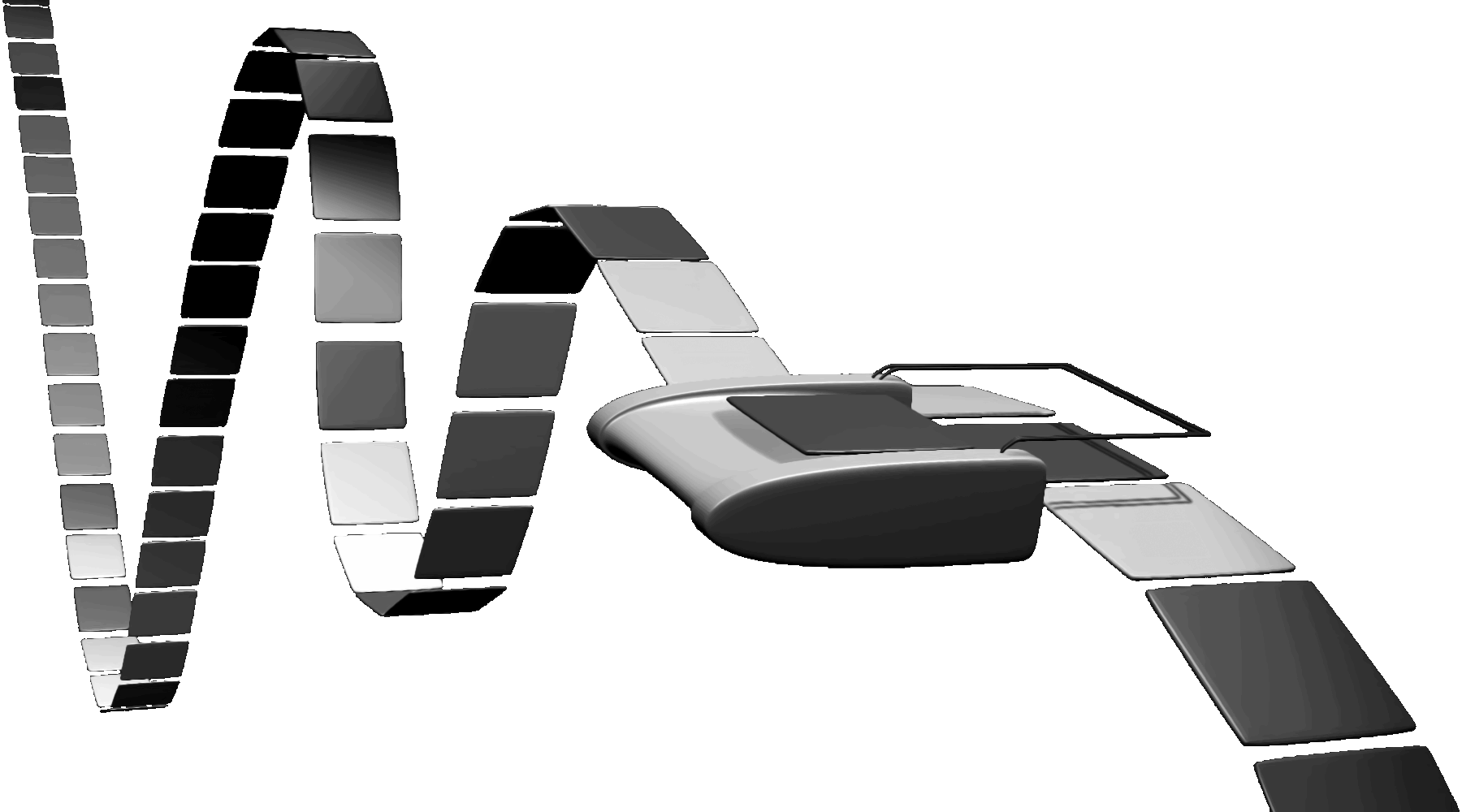
Een Turing machine afgebeeld als een oneindige tape van slots, die op één moment geschreven of verwijderd worden, met de keuze tot actie bepaald door een "toestand". Volgens Putnams machinetoestand functionalisme, is het besef van de toestand door een abstracte computer en de mentale toestand in essentie dezelfde.

### Functionalisme van machinetoestanden
De eerste formulering van een functionalistische theorie is naar voren gebracht door Hilary Putnam. Zijn formulering, die nu "machinetoestand functionalisme" (Engels "machine-state functionalism") wordt genoemd, was geïnspireerd op de analogie door Putnam en andere geformuleerd, tussen de geest en de theoretische Turing machines capaciteit om elk algoritme te berekenen.

### Verdere vormen van functionalisme
- Psychofunctionalisme: met name ontwikkeld door Jerry Fodor en Zenon Pylyshyn
- Analystisch functionalisme
- Homunculair functionalisme: net name ontwikkeld door Daniel Dennett

## Kritieken
- Chinese kamer
- China brein
- Geïnverteerd spectrum
- Tweeling Aarde gedachtenexperiment
- Semantisch holisme